# Karjala Cup 2019
25. edycja turnieju Karjala Cup była rozgrywana w dniach 7-10 listopada 2019 roku. Brały w niej udział cztery reprezentacje: Czech, Szwecji, Finlandii i Rosji. Każdy zespół rozegrał po trzy spotkania, łącznie odbyło się sześć meczów. Pięć spotkań rozegrano w hali Hartwall Arena w Helsinkach, jeden mecz odbył się w szwedzkim Leksand w hali Tegera Arena. Turniej był pierwszym, zaliczanym do klasyfikacji Euro Hockey Tour w sezonie 2019/2020.

## Wyniki
| 7 listopada 2019 | Rosja | 3:4 | Finlandia | Hartwall Arena, Helsinki |

| Szczegóły      | Szczegóły                                                               | Szczegóły       | Szczegóły                                                                                 | Szczegóły |
| -------------- | ----------------------------------------------------------------------- | --------------- | ----------------------------------------------------------------------------------------- | --- |
| Godzina: 18:30 | D. Szaripzianow (EQ) 05:29 R. Rafikow (EQ) 33:20 R. Rafikow (PP2) 45:21 | (1:0, 1:2, 1:2) | 30:18 (PP) H. Pesonen 32:42 (PS) S. Manninen 47:21 (PP) M. Aaltonen 50:53 (EQ) H. Pesonen | Widzów: 9 421 Sędzia główny: Mikael Nord Andreas Harnebring Sędziowie liniowi: Joona Elonen Markus Hägerström |
| Godzina: 18:30 | 22 min. kar                                                             |                 | 10 min. kar                                                                               | Widzów: 9 421 Sędzia główny: Mikael Nord Andreas Harnebring Sędziowie liniowi: Joona Elonen Markus Hägerström |

| 7 listopada 2019 | Czechy | 3:1 | Szwecja | Tegera Arena, Leksand |

| Szczegóły      | Szczegóły                                                    | Szczegóły       | Szczegóły               | Szczegóły |
| -------------- | ------------------------------------------------------------ | --------------- | ----------------------- | --- |
| Godzina: 18:30 | D. Jaškin (EQ) 24:47 J. Kovář (PP) 34:36 M. Řepík (EN) 58:12 | (0:0, 2:1, 1:0) | 30:52 (EQ) M. Wikstrand | Widzów: 5 078 Sędzia główny: Siergiej Morozow Iwan Fatiejew Sędziowie liniowi: Daniel Persson Tobias Nordlander |
| Godzina: 18:30 | 12 min. kar                                                  |                 | 6 min. kar              | Widzów: 5 078 Sędzia główny: Siergiej Morozow Iwan Fatiejew Sędziowie liniowi: Daniel Persson Tobias Nordlander |

| 9 listopada 2019 | Szwecja | 4:5 pk. | Rosja | Hartwall Arena, Helsinki |

| Szczegóły      | Szczegóły                                                                                      | Szczegóły                 | Szczegóły | Szczegóły                                                                                           |
| -------------- | ---------------------------------------------------------------------------------------------- | ------------------------- | --- | --------------------------------------------------------------------------------------------------- |
| Godzina: 13:30 | C. Klingberg (PS) 29:55 M. Wikstrand (PP2) 48:19 F. Händemark (EQ) 53:11 N. Hansson (EQ) 57:43 | (0:2, 1:1, 3:1, 0:0, 0:1) | 10:52 (EQ) A. Slepyszew 14:12 (EQ) D. Żafiarow 34:25 (PP) K. Siemionow 51:25 (PP) N. Sosznikow 65:00 (SO) N. Sosznikow | Widzów: 3 252 Sędzia główny: Lassi Heikkinen Joonas Kova Sędziowie liniowi: Niko Jusi Jussi Thomann |
| Godzina: 13:30 | 12 min. kar                                                                                    |                           | 14 min. kar | Widzów: 3 252 Sędzia główny: Lassi Heikkinen Joonas Kova Sędziowie liniowi: Niko Jusi Jussi Thomann |

| 9 listopada 2019 | Finlandia | 2:3 pk. | Czechy | Hartwall Areena, Helsinki |

| Szczegóły      | Szczegóły                                     | Szczegóły                 | Szczegóły                                                         | Szczegóły                                                                                                 |
| -------------- | --------------------------------------------- | ------------------------- | ----------------------------------------------------------------- | --- |
| Godzina: 17:30 | J. Lammikko (EQ) 22:41 S. Manninen (EQ) 40:42 | (0:0, 1:1, 1:1, 0:0, 0:1) | 37:46 (EQ) J. Jeřábek 58:51 (EQ) T. Filippi 65:00 (SO) J. Krejčík | Widzów: 12 150 Sędzia główny: Andreas Harnebring Mikael Nord Sędziowie liniowi: Hannu Sormunen Henri Neva |
| Godzina: 17:30 | 8 min. kar                                    |                           | 10 min. kar                                                       | Widzów: 12 150 Sędzia główny: Andreas Harnebring Mikael Nord Sędziowie liniowi: Hannu Sormunen Henri Neva |

| 10 listopada 2019 | Czechy | 3:0 | Rosja | Hartwall Areena, Helsinki |

| Szczegóły      | Szczegóły                                                       | Szczegóły       | Szczegóły   | Szczegóły                                                                                                   |
| -------------- | --------------------------------------------------------------- | --------------- | ----------- | --- |
| Godzina: 13:30 | J. Kovář (EQ)10:32 L. Sedlák (PP) 51:04 A. Nestrašil (SH) 59:45 | (1:0, 0:0, 2:0) |             | Widzów: 2 207 Sędzia główny: Mikko Kaukokari Kristian Vikman Sędziowie liniowi: Jere Koskela Tommi Niittylä |
| Godzina: 13:30 | 16 min. kar                                                     |                 | 10 min. kar | Widzów: 2 207 Sędzia główny: Mikko Kaukokari Kristian Vikman Sędziowie liniowi: Jere Koskela Tommi Niittylä |

| 10 listopada 2019 | Finlandia | 2:1 | Szwecja | Hartwall Areena, Helsinki |

| Szczegóły      | Szczegóły                                     | Szczegóły       | Szczegóły            | Szczegóły                                                                                   |
| -------------- | --------------------------------------------- | --------------- | -------------------- | ------------------------------------------------------------------------------------------- |
| Godzina: 17:30 | M. Lehtonen (EQ) 03:46 M. Aaltonen (PP) 25:24 | (1:0, 1:1, 0:0) | 31:53 (EQ) O. Alsing | Widzów: 12 443 Sędzia główny: Antonin Jerabek Robin Sir Sędziowie liniowi: Lauri Nikulainen |
| Godzina: 17:30 | 6 min. kar                                    |                 | 6 min. kar           | Widzów: 12 443 Sędzia główny: Antonin Jerabek Robin Sir Sędziowie liniowi: Lauri Nikulainen |

## Klasyfikacja
| Poz. | Zespół    | M | Pkt | Z | WpD | PpD | P | G+ | G- | +/- |
| ---- | --------- | - | --- | - | --- | --- | - | -- | -- | --- |
| 1    | Czechy    | 3 | 8   | 2 | 1   | 0   | 0 | 9  | 3  | +6  |
| 2    | Finlandia | 3 | 7   | 2 | 0   | 1   | 0 | 8  | 7  | +1  |
| 3    | Rosja     | 3 | 2   | 0 | 1   | 0   | 2 | 8  | 11 | -3  |
| 4    | Szwecja   | 3 | 1   | 0 | 0   | 1   | 2 | 6  | 10 | -4  |